# Incendiu de pădure

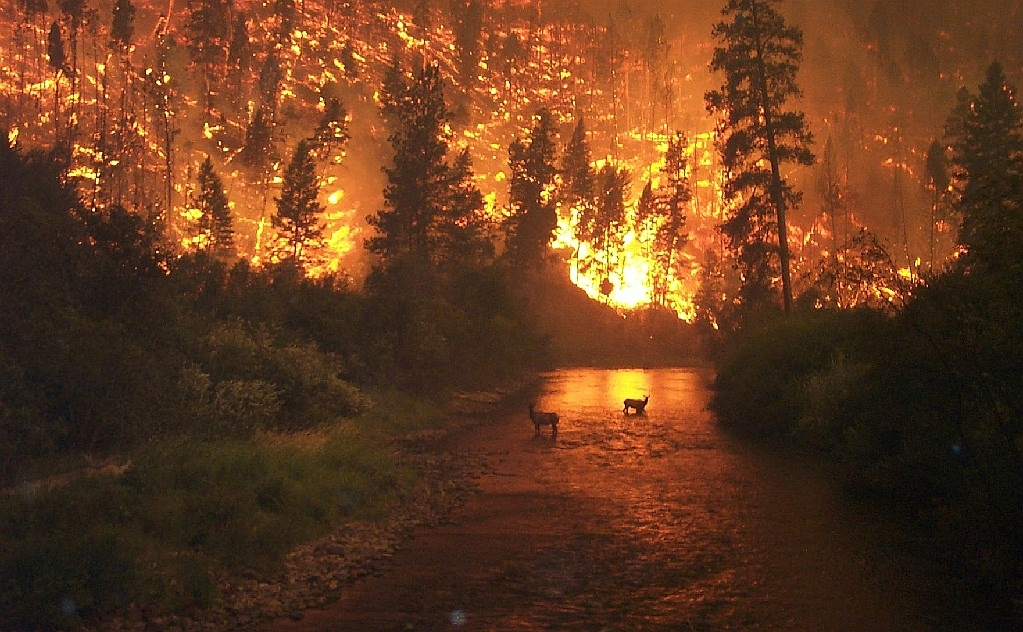
Incendiu de pădure în Parcul Național Bitterroot (SUA).

Un incendiu de pădure este un foc necontrolat intr-o zonă de vegetație combustibilă naturală.
Poate fi determinat de multe cauze, naturale sau umane. Exemple de cauze umane sunt piromanii și cioburile de sticlă care acționează ca o lupă, concentrând lumina pe vegetația moartă.